# 日本二百名山
日本二百名山（にほんにひゃくめいざん）とは、深田久弥のファン組織「深田クラブ」によって、クラブ創立10周年を記念して1984年（昭和59年）に選定された日本の代表的な200の山である。
選定に際しては、深田久弥が選んだ日本百名山と、日本山岳会が選定した日本三百名山（日本百名山に二百座を加えたもの）がベースとなっている。日本百名山は無条件で認定され、三百名山の残り二百座から深田クラブの会員投票で上位百座が選ばれた。さらに選定委員会で投票結果から数座を入れ替え99座(山上ヶ岳は含まれない)と、三百名山には選ばれなかった荒沢岳の1座を加え、百名山を含めて合計200座が選定された。
そもそもの一般登山道と呼べるようなものがなく、残雪期等にしか登れない山、登山道はあるが山頂まで最短の登山口からでも往復7時間以上を要し、累積標高差が1500mを優に超える山など、標高こそ低いが百名山に比べて難易度の高い山が多い。深田久弥が「日本百名山」のあとがきで選出候補に挙げていた山はほぼすべてが選ばれている(ウペペサンケ山など一部除く)一方、深田が最期まで登頂できなかった荒沢岳、笊ヶ岳、茅ヶ岳等の山々が含まれる。

## 日本二百名山一覧
日本百名山に含まれるものを除く。